# 페리도트

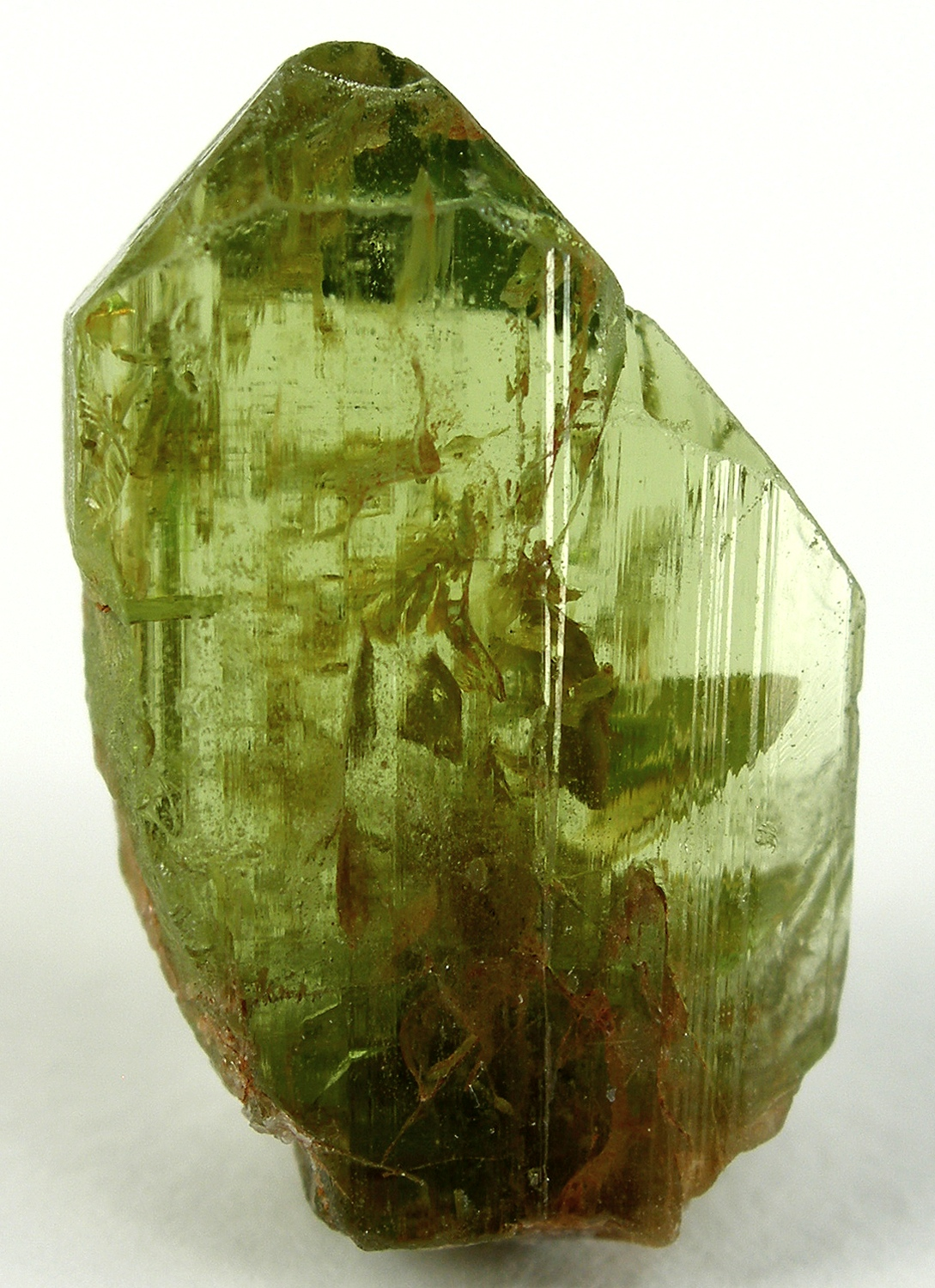
페리도트

페리도트(peridot)는 보석의 가치가 있는 감람석이다. 8월의 탄생석으로, 특히 달밤에는 더욱더 짙은 녹색으로 반짝인다고 한다. 그래서인지 밤의 공포로부터 사람을 보호해 주고, 악마를 물리치는 힘이 있다고 전해온다. 행복과 화합을 나타내는 돌로서 부부와 연인들에게 사랑을 받아 온 보석이다. 가끔씩 지구에 떨어지는 운석에서 페리도트가 발견된다고 하며, 우주의 신비가 담긴 보석이라고도 한다. 페리도트는 낮에 캐면 실명의 위험이 있어 밤에만 캔다.

## 같이 보기
감람석